# Jean Charles Athanase Peltier
Jean Charles Athanase Peltier (n. 22 februarie 1785, Ham, Picardie⁠(d), Franța – d. 27 octombrie 1845, Paris, Franța) a fost un fizician francez. Inițial, a fost comerciant de ceasuri, dar la vârsta de 30 de ani a început să facă experimente și observații în domeniul fizicii.
Peltier a fost autorul a numeroase lucrări în diferite domenii ale fizicii. Numele său este în special asociat cu efectele termice la joncțiunile dintr-un circuit electric, cunoscut sub numele de efectul Peltier. Peltier a introdus conceptul de inducție electrostatică (în 1840), bazat pe modificarea distribuției sarcinii electrice într-un material sub influența unui obiect secundar aflat în apropiere și a propriei sale sarcini electrice.

## Efectul Peltier
„Efectul Peltier” se referă la prezența încălzirii sau răcirii unei joncțiuni electrice a doi conductori diferiți (1834). Marea sa descoperire experimentală a fost încălzirea sau răcirea joncțiunilor într-un circuit heterogen de metale în funcție de direcția în care treace curentul electric în circuit. Acest efect reversibil este direct proporțional cu intensitatea curentului, nu cu pătratul său, așa cum se întâmplă în generarea ireversibilă de căldură din cauza rezistenței în toate părțile circuitului. Se constată că, dacă un curent trece printr-un circuit format din două metale dintr-o sursă externă, el răcește o joncțiune și încălzește cealaltă. Răcește joncțiunea dacă este în aceeași direcție cu curentul termoelectric care ar fi cauzat direct încălzirea acelei joncțiuni. Cu alte cuvinte, trecerea unui curent dintr-o sursă externă produce în joncțiunile circuitului o distribuție de temperatură care duce la slăbirea curentului prin suprapunerea unui curent termoelectric din direcția opusă.